# Элида
Эли́да (др.-греч. Ἦλις или Ηλεία, лат. Elis) — историческая область на северо-западе Пелопоннеса в Греции. В архаический и классический период область была под контролем полиса Элиды. На территории Элиды в античную эпоху находилось общегреческое святилище Олимпия, где проходили Олимпийские игры.
В македонский и римский периоды Элида обнимала северо-западную часть Пелопоннеса, граничившую на юге с Месинией по реке Неде, на востоке с Аркадией по реке Эримантос, на севере с Ахеей по реке Ларису и Скиллидскому хребту, на западе с Ионийским морем. Область распадалась, в силу природных условий, на четыре части или долины: глубокую Элиду (по-эолич. Валида — долина) — равнину по среднему течению Пенея, самую плодородную часть вообще плодородной области; Акрорею — северо-восточную горную полосу при истоках Пенея и Ладона; Писатиду — среднюю часть области, между Пенеем и Алфеем; Трифилию — низкую южную прибрежную часть, между Алфеем и Недой. В границах области пролегали горные хребты, служившие продолжением Аркадийской возвышенности. На севере тянулся Сколлидский хребет, отрог Аркадийского Эриманта; к юго-востоку от Сколлидского хребта, на границе с Аркадией — Фолоя; в Трифилии — Минфа; близ Олимпии возвышался Кроний, на границе с Аркадией — Лапиф. Из рек были известны Ларис, Селлеент, Пеней с притоком Ладоном, Алфей с притоками Левканием, Кладеем, Гарпиннатом, Энипеем, Селинунтом и Диагоном, Анигр и Неда. Жители Элиды занимались земледелием, чему способствовало обилие плодородных долин; в горной Акрорее, изобиловавшей лугами и дубовыми лесами, процветало скотоводство; Писатида была покрыта роскошными виноградниками. Береговая полоса Элиды, из-за аллювиальных наносов, не имела хороших гаваней и была усеяна широкими лагунами, в которых водилось много рыбы; лихорадки здесь были обычным явлением.

## История
Традиционная история считает исконными жителями страны кавконов и эпейцев. Впоследствии, при переселении греческих племён в Пелопоннес, Элида была занята этолянами, которые составляли господствующий класс в стране. Будучи сперва незначительной по объёму, Элида в VI веке до н. э. увеличилась присоединением Писатиды, затем Акрореи и северной Трифилии, после чего элейцы отняли у пизатидов заведование Олимпийским празднеством. Олимпийская святыня долго обеспечивала Элиде мирное существование, устраняя возможность ведения войн, и была источником материального и политического процветания страны. С конца V века до н. э. последовательно афиняне, лакедемоняне, аркадяне и македоняне стали покушаться на свободу и неприкосновенность Элиды.
Элидцы предпочитали жить посёлками; мирный характер страны избавлял их от необходимости строить укреплённые города, которых поэтому в Элиде было немного. Главным городом области была Элида на Пенее, возникшая в 471 году до н. э.. Здесь ок. 271 г. до н. э. известен тиран Аристоним. Из других городов более значительны были Бупрасий, Элейский Пилос, Пиза, Олимпия (на правом берегу Алфея, близ Пизы, собственно не город, а священный участок Зевса, застроенный храмами и множеством принадлежащих к ним зданий), Летрины, Скиллунт, Трифилийский Пилос, Лепрей. Несмотря на высокий престиж области, заключавшей в своём центре всеэллинскую святыню, элейцы пользовались дурной славой, вследствие наклонности к пьянству, лжи, а также полного несоответствия идеалу воинственного и крепкого населения.

## Уроженцы
- Кореб Элидский — победитель первых Олимпийских игр в 776 году до н. э.
- Каллон (496—456 до н. э.) — скульптор.
- Гиппий Элидский (470-е годы до н. э. — после 399 года до н. э.) — философ-софист.
- Пиррон — древнегреческий философ, основатель скептицизма
- Каркавицас, Андреас (1865—1922) — видный греческий писатель конца XIX — начала XX веков.

## Города
- Пиргос
- Захаро